# Pediculus
Pediculus es un género de insectos ftirápteros de la familia Pediculidae.

## Especies
Se reconocen las siguientes especies:
- Pediculus clavicornis
- Pediculus humanus
- Pediculus schaeffi
- Pediculus aquaticus[2]
- Pediculus mjöbergi[2]
- Pediculus quadrumanus[2]